# Lijst van Stolpersteine in Maastricht

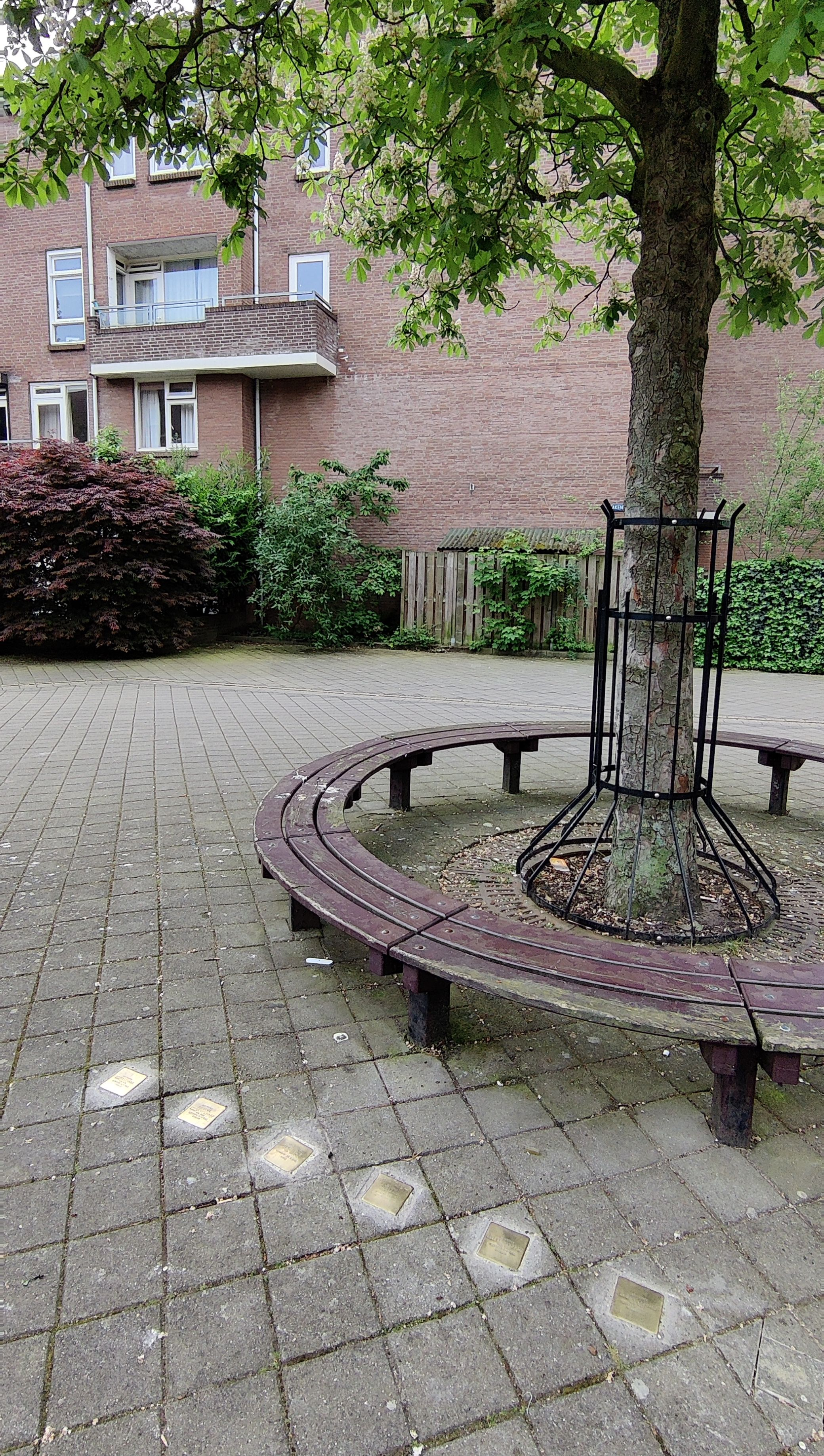
Stolpersteine op het Lakenweversplein

De lijst van Stolpersteine in Maastricht geeft een overzicht van de gedenkstenen die in de gemeente Maastricht in de Nederlandse provincie Limburg zijn geplaatst in het kader van het Stolpersteine-project van de Duitse beeldhouwer-kunstenaar Gunter Demnig.
Stolpersteine zijn opgedragen aan slachtoffers van het nationaalsocialisme, al diegenen die zijn vervolgd, gedeporteerd, vermoord, gedwongen te emigreren of tot zelfmoord gedreven door het nazi-regime. Demnig legt voor elk slachtoffer een aparte steen, meestal voor de laatste zelfgekozen woning.
Omdat het Stolpersteine-project doorloopt, kan deze lijst onvolledig zijn.

## Stolpersteine
In Maastricht liggen 325 Stolpersteine op 139 adressen.

### Maastricht
| Afbeelding | Inscriptie | Adres                                        | Herdachte persoon                              |
| ---------- | --- | -------------------------------------------- | ---------------------------------------------- |
|            | HIER WOONDE CLAIRE ALEKSANDROWICZ GEB. 1922 VERMOORD 23.9.1942 AUSCHWITZ                                                                       | Franciscus Romanusweg 38 Kaart (OSM)         | Claire Aleksandrowicz (1922-1942)              |
|            | HIER WOONDE JOHANNA ALEKSANDROWICZ- GROONHEIM GEB. 1899 VERMOORD 31.8.1942 AUSCHWITZ                                                           | Franciscus Romanusweg 38 Kaart (OSM)         | Johanna Aleksandrowicz-Groonheim (1899-1942)   |
|            | HIER WOONDE BERTHA ANDRÉ GEB. 1886 VERMOORD 31.8.1942 AUSCHWITZ                                                                                | Kleine Stokstraat 1 Kaart (OSM)              | Bertha André (1886-1942)                       |
|            | HIER WOONDE DERK VAN ASSEN GEB. 1891 GEFUSILLEERD 13.9.1943 HORST                                                                              | Cannerweg 124a Kaart (OSM)                   | Derk van Assen (1891-1943)                     |
|            | HIER WOONDE BERENDINA VAN ASSEN- GROLLEMAN GEB. 1894 VERMOORD 18.2.1945 RAVENSBRÜCK                                                            | Cannerweg 124a Kaart (OSM)                   | Berendina van Assen-Grolleman (1894-1945)      |
|            | HIER WOONDE ROELF BARTELS GEB. 1868 VERMOORD 14.12.1942 NEUENGAMME                                                                             | Heggenstraat 3 Kaart (OSM)                   | Roelf Bartels (1868-1942)                      |
|            | HIER WOONDE IRMA HÉLÈNE BEESMAN GEB. 1886 VERMOORD 31.8.1942 AUSCHWITZ                                                                         | Hoogbrugstraat 39 Kaart (OSM)                | Irma Hélène Beesman (1886-1942)                |
|            | HIER WOONDE MATHILDE ESTHER BEESMAN GEB. 1884 VERMOORD 31.8.1942 AUSCHWITZ                                                                     | Hoogbrugstraat 39 Kaart (OSM)                | Mathilde Esther Beesman (1884-1942)            |
|            | HIER WOONDE SALI BLECH GEB. 1880 VERMOORD 2.3.1945 BERGEN-BELSEN                                                                               | Dorpstraat 22 Kaart (OSM)                    | Sali Blech (1880-1945)                         |
|            | HIER WOONDE HANS HEINZ BLECH GEB. 1915 VERMOORD 25.8.1942 AUSCHWITZ                                                                            | Dorpstraat 22 Kaart (OSM)                    | Hans Heinz Blech (1915-1942)                   |
|            | HIER WOONDE ISAAC DAVID BLITZ GEB. 1891 VERMOORD 1.10.1942 AUSCHWITZ                                                                           | Hertogsingel 62a Kaart (OSM)                 | Isaac David Blitz (1891-1942)                  |
|            | HIER WOONDE JULIA BLOEMENDAAL- MARKUS GEB. 1871 VERMOORD 14-5-1943 SOBIBOR                                                                     | Lakenweversplein Kaart (OSM)                 | Julia Bloemendaal-Markus (1871-1943)           |
|            | HIER WOONDE ISAAC SALOMON BOEKBINDER GEB. 1873 VERMOORD 14.5.1943 SOBIBOR                                                                      | Sint Nicolaasstraat 10b Kaart (OSM)          | Isaac Salomon Boekbinder (1873-1943)           |
|            | HIER WOONDE EMMA BOEKBINDER- FRENKEL GEB. 1873 VERMOORD 14.5.1943 SOBIBOR                                                                      | Sint Nicolaasstraat 10b Kaart (OSM)          | Emma Boekbinder-Frenkel (1873-1943)            |
|            | HIER WOONDE ANDRIES BOS GEB. 1893 VERMOORD 8.10.1942 SACHSENHAUSEN                                                                             | Lakenweversplein Kaart (OSM)                 | Andries Bos (1893-1942)                        |
|            | HIER WOONDE LEO BROUWER GEB. 1907 GEFUSILLEERD 2.5.1943 WELLERLOOI                                                                             | Glacisweg 58 Kaart (OSM)                     | Leo Brouwer (1907-1943)                        |
|            | HIER WOONDE HENK BROUWERS GEB. 1919 VERMOORD 14.2.1945 NEUENGAMME                                                                              | Lyonnetstraat 5 Kaart (OSM)                  | Henk Brouwers (1919-1945)                      |
|            | HIER WOONDE ADELE BRZEZINER GEB. 1923 VERMOORD 31.8.1942 AUSCHWITZ                                                                             | Akersteenweg 33 Kaart (OSM)                  | Adele Brzeziner (1923-1942)                    |
|            | HIER WOONDE ERNA BRZEZINER GEB. 1924 VERMOORD 31.8.1942 AUSCHWITZ                                                                              | Akersteenweg 33 Kaart (OSM)                  | Erna Brzeziner (1924-1942)                     |
|            | HIER WOONDE FRITZ BRZEZINER GEB. 1927 VERMOORD 28.2.1943 AUSCHWITZ                                                                             | Akersteenweg 33 Kaart (OSM)                  | Fritz Brzeziner (1927-1943)                    |
|            | HIER WOONDE SZLAMA BRZEZINER GEB. 1897 VERMOORD 28.2.1943 AUSCHWITZ                                                                            | Akersteenweg 33 Kaart (OSM)                  | Szlama Brzeziner (1897-1943)                   |
|            | HIER WOONDE GOLDA FEJGE BRZEZINER- WARSZASKA GEB. 1900 VERMOORD 23.11.1942 AUSCHWITZ                                                           | Akersteenweg 33 Kaart (OSM)                  | Golda Fejge Brzeziner-Warszawska (1900-1942)   |
|            | HIER WOONDE DAVID LEO CAHN GEB. 1923 VERMOORD 14.8.1942 AUSCHWITZ                                                                              | Lenculenstraat 9 Kaart (OSM)                 | David Leo Cahn (1923-1942)                     |
|            | HIER WOONDE HEDWIG COHN-BIESENTHAL GEB. 1871 VERMOORD 28.5.1943 SOBIBOR                                                                        | Bergweg 37 Kaart (OSM)                       | Hedwig Cohn-Biesenthal (1871-1943)             |
|            | HIER WOONDE LAURENTIUS COLLAS GEB. 1917 DOODGESCHOTEN 6.10.1943 MAASTRICHT                                                                     | Bonnefantenstraat 2 Kaart (OSM)              | Laurentius Collas (1917-1943)                  |
|            | HIER WOONDE KAREL DAHL GEB. 1910 VERMOORD 11.3.1945 EXTERN COMMANDO BAD WARMBRUNN                                                              | Hoogbrugstraat 39 Kaart (OSM)                | Karel Dahl (1910-1945)                         |
|            | HIER WOONDE ALPHONSE DRESEN GEB. 1885 GEFUSILLEERD 5.1.1944 FORT RHIJNAUWEN BUNNIK                                                             | Tischbeinstraat 25 Kaart (OSM)               | Alphonse Dresen (1885-1944)                    |
|            | HIER WOONDE ALBERT DRIELSMA GEB. 1907 VERMOORD 31.3.1944 AUSCHWITZ                                                                             | Brusselsestraat 43 Kaart (OSM)               | Albert Drielsma (1907-1944)                    |
|            | HIER WOONDE SIBILLA DRIELSMA- GOLDSTEIN GEB. 1906 VERMOORD 19.11.1943 AUSCHWITZ                                                                | Brusselsestraat 43 Kaart (OSM)               | Sibilla Drielsma-Goldstein (1906-1943)         |
|            | HIER WOONDE GIEL DUIJKERS GEB. 1896 VERMOORD 23.2.1945 SACHSENHAUZEN                                                                           | Dorpstraat 145 Kaart (OSM)                   | Giel Duijkers (1896-1945)                      |
|            | HIER WOONDE JAN DUIJNKERKE GEB. 1902 VERMOORD 4.3.1943 NEUENGAMME                                                                              | Bassin 160a, 166d Kaart (OSM)                | Jan Duijnkerke (1902-1943)                     |
|            | HIER WOONDE LOUIS ELEKAN GEB. 1890 VERMOORD 19.8.1942 AUSCHWITZ                                                                                | Brusselsestraat 53a Kaart (OSM)              | Louis Elekan (1890-1942)                       |
|            | HIER WOONDE SOPHIE ELEKAN- WESLY GEB. 1858 VERMOORD 30.4.1943 SOBIBOR                                                                          | Brusselsestraat 53a Kaart (OSM)              | Sophie Elekan-Wesly (1858-1943)                |
|            | HIER WOONDE PAULUS ANTHONIUS ENGELN GEB. 1902 VERMOORD 27.4.1945 EXTERN KOMMANDO EBENSEE                                                       | Bredestraat 37 Kaart (OSM)                   | Paulus Anthonius Engeln (1902-1945)            |
|            | HIER WOONDE JEANNE RENÉE FLOERSHEIM GEB. 1900 VERMOORD 31.8.1942 AUSCHWITZ                                                                     | Sint Pieterskade 15 Kaart (OSM)              | Jeanne Renée Floersheim (1900-1942)            |
|            | HIER WOONDE JACOB FORTUIN GEB. 1869 VERMOORD 28-1-1944 AUSCHWITZ                                                                               | Wycker Smedenstraat 11 Kaart (OSM)           | Jacob Fortuin (1869-1944)                      |
|            | HIER WOONDE ROSA FORTUIN-HELLENDALL GEB. 1872 VERMOORD 28-1-1944 AUSCHWITZ                                                                     | Wycker Smedenstraat 11 Kaart (OSM)           | Rosa Fortuin-Hellendall (1872-1944)            |
|            | HIER WOONDE SYMCHE GLÄSER GEB. 1897 VERMOORD 28-5-1943 SOBIBOR                                                                                 | Akersteenweg 17 Kaart (OSM)                  | Symche Gläser (1897-1943)                      |
|            | HIER WOONDE ELISABETH GOBES GEB. 1936 VERMOORD 10.9.1943 AUSCHWITZ                                                                             | Tongerseplein 19a Kaart (OSM)                | Elisabeth Gobes (1936-1943)                    |
|            | HIER WOONDE EMANUEL GOBES GEB. 1939 VERMOORD 10.9.1943 AUSCHWITZ                                                                               | Tongerseplein 19a Kaart (OSM)                | Emanuel Gobes (1939-1943)                      |
|            | HIER WOONDE LOUIS GOBES GEB. 1910 VERMOORD 31.12.1943 WARSCHAU                                                                                 | Tongerseplein 19a Kaart (OSM)                | Louis Gobes (1910-1943)                        |
|            | HIER WOONDE FRIEDERIKE GOBES- NUSSBAUM GEB. 1908 VERMOORD 10.9.1943 AUSCHWITZ                                                                  | Tongerseplein 19a Kaart (OSM)                | Friederike Gobes-Nussbaum (1908-1943)          |
|            | HIER WOONDE RUTH BETTY GOLDSCHMIDT GEB. 1933 VERMOORD 3.8.1943 AUSCHWITZ                                                                       | Jekerweg 66 Kaart (OSM)                      | Ruth Betty Goldschmidt (1933-1943)             |
|            | HIER WOONDE OLGA GOLDSTEIN- SAMUEL GEB. 1900 VERMOORD 12.10.1942 AUSCHWITZ                                                                     | Papenstraat 4d Kaart (OSM)                   | Olga Goldstein-Samuel (1900-1942)              |
|            | HIER WOONDE ELSE KAROLINE GRUNER GEB. 1906 VERMOORD 31.8.1942 AUSCHWITZ                                                                        | Jekerweg 66 Kaart (OSM)                      | Else Karoline Gruner (1906-1942)               |
|            | HIER WOONDE LOUIS EUGEN GRUNER GEB. 1879 VERMOORD 3.8.1943 AUSCHWITZ                                                                           | Jekerweg 66 Kaart (OSM)                      | Louis Eugen Gruner (1879-1943)                 |
|            | HIER WOONDE WALTER GRUNER GEB. 1907 VERMOORD 30.4.1943 MIDDEN EUROPA                                                                           | Jekerweg 66 Kaart (OSM)                      | Walter Gruner (1907-1943)                      |
|            | HIER WOONDE DIRK HAGE GEB. 1909 VERMOORD 3.4.1943 NEUENGAMME                                                                                   | Bilserbaan 22 Kaart (OSM)                    | Dirk Hage (1909-1943)                          |
|            | HIER WOONDE CAROLINA HAGUENAUER-KARELS GEB. 1871 VERMOORD 10.9.1943 AUSCHWITZ                                                                  | Stenenbrug 5 Kaart (OSM)                     | Carolina Haguenauer-Karels (1871-1943)         |
|            | HIER WOONDE EMMA HARTOG-MOSES GEB. 1886 VERMOORD 30.10.1944 AUSCHWITZ                                                                          | Franciscus Romanusweg 38 Kaart (OSM)         | Emma Hartog-Moses (1886-1944)                  |
|            | HIER WOONDE ALBERT HELLENDALL GEB. 1878 VERMOORD 16-7-1943 SOBIBOR                                                                             | Wycker Smedenstraat 11 Kaart (OSM)           | Albert Hellendall (1878-1943)                  |
|            | HIER WOONDE LEONIE HELLENDALL GEB. 1884 VERMOORD 28-1-1944 AUSCHWITZ                                                                           | Wycker Smedenstraat 11 Kaart (OSM)           | Leonie Hellendall (1884-1944)                  |
|            | HIER WOONDE JAN HENDRIKS GEB. 1905 VERMOORD 27.1.1943 VUGHT                                                                                    | Lochterstraat 12 Kaart (OSM)                 | Jan Hendriks (1905-1943)                       |
|            | HIER WOONDE ARTHUR HERRMANN GEB. 1911 VERMOORD 30.9.1943 BLECHHAMMER                                                                           | Achter Het Vleeshuis 38 Kaart (OSM)          | Arthur Herrmann (1911-1943)                    |
|            | HIER WOONDE NATHAN HERRMANN GEB. 1903 VERMOORD 30.9.1943 BLECHHAMMER                                                                           | Achter Het Vleeshuis 38 Kaart (OSM)          | Nathan Herrmann (1903-1943)                    |
|            | HIER WOONDE MARTHA HERRMANN- MEIJER GEB. 1874 VERMOORD 14.5.1943 SOBIBOR                                                                       | Achter Het Vleeshuis 38 Kaart (OSM)          | Martha Herrmann-Meijer (1874-1943)             |
|            | HIER WOONDE HERMAN HERTOG GEB. 1907 VERMOORD 7.2.1945 GROSS ROSEN                                                                              | Achter het Vleeshuis 2 Kaart (OSM)           | Herman Hertog (1907-1945)                      |
|            | HIER WOONDE IRMA HERTOG-STERN GEB. 1909 VERMOORD 31.8.1942 AUSCHWITZ                                                                           | Achter het Vleeshuis 2 Kaart (OSM)           | Irma Hertog-Stern (1909-1942)                  |
|            | HIER WOONDE CHRIS HEUTS GEB. 1888 VERMOORD 24.2.1943 VUGHT                                                                                     | Lakenweversplein Kaart (OSM)                 | Chris Heuts (1888-1943)                        |
|            | HIER WOONDE BERNARD HOLTY GEB. 1890 VERMOORD 10.1.1942 NEUENGAMME                                                                              | Vissersmaas 4 Kaart (OSM)                    | Bernard Holty (1890-1942)                      |
|            | HIER WOONDE ANNIE HORN GEB. 1920 VERMOORD 31.8.1942 AUSCHWITZ                                                                                  | Observantenweg 13 Kaart (OSM)                | Annie Horn (1920-1942)                         |
|            | HIER WOONDE SYLVAIN HORN GEB. 1883 VERMOORD 31.8.1942 AUSCHWITZ                                                                                | Observantenweg 13 Kaart (OSM)                | Sylvain Horn (1883-1942)                       |
|            | HIER WOONDE FLORA HORN- WIJNGAARD GEB. 1883 VERMOORD 31.8.1942 AUSCHWITZ                                                                       | Observantenweg 13 Kaart (OSM)                | Flora Horn-Wijngaard (1883-1942)               |
|            | HIER WOONDE CAROLINA HORWITZ GEB. 1939 VERMOORD 3.8.1943 AUSCHWITZ                                                                             | Grote Gracht 36 Kaart (OSM)                  | Carolina Horwitz (1939-1943)                   |
|            | HIER WOONDE JACOB HORWITZ GEB. 1930 VERMOORD 3.8.1943 AUSCHWITZ                                                                                | Grote Gracht 36 Kaart (OSM)                  | Jacob Horwitz (1930-1943)                      |
|            | HIER WOONDE SALOMON HORWITZ GEB. 1903 VERMOORD 3.8.1943 AUSCHWITZ                                                                              | Grote Gracht 36 Kaart (OSM)                  | Salomon Horwitz (1903-1943)                    |
|            | HIER WOONDE SOPHIE HORWITZ- VAN SPIER GEB. 1908 VERMOORD 3.8.1943 AUSCHWITZ                                                                    | Grote Gracht 36 Kaart (OSM)                  | Sophie Horwitz-van Spier (1908-1943)           |
|            | HIER WOONDE EDMOND HOUTAPPEL GEB. 1901 VERMOORD 24.11.1944 NEUENGAMME                                                                          | Wolfstraat 8 Kaart (OSM)                     | Edmond Houtappel (1901-1944)                   |
|            | HIER WOONDE JOSEPH VAN HULST GEB. 1915 GEFUSILLEERD 5.9.1944 VUGHT                                                                             | Kersenmarkt 2 Kaart (OSM)                    | Joseph van Hulst (1915-1944)                   |
|            | HIER WOONDE ERNST ISAACK GEB. 1899 VERMOORD 31.8.1942 AUSCHWITZ                                                                                | Grote Gracht 43 Kaart (OSM)                  | Ernst Isaack (1899-1942)                       |
|            | HIER WOONDE LISELOTTE IRMGARD ISAACK GEB. 1925 VERMOORD 31.8.1942 AUSCHWITZ                                                                    | Grote Gracht 43 Kaart (OSM)                  | Liselotte Irmgard Isaack (1925-1942)           |
|            | HIER WOONDE GRETE ISAACK- JAEGERS GEB. 1900 VERMOORD 31.8.1942 AUSCHWITZ                                                                       | Grote Gracht 43 Kaart (OSM)                  | Grete Isaack-Jaegers (1900-1942)               |
|            | HIER WOONDE HUBÈR JAMIN GEB. 1880 VERMOORD 8.3.1945 BUCHENWALD                                                                                 | Statensingel 84 Kaart (OSM)                  | Hubèr Jamin (1880-1945)                        |
|            | HIER WOONDE JULIEN KARELS GEB. 1921 VERMOORD 5.11.1942 AUSCHWITZ                                                                               | Wolfstraat 12 Kaart (OSM)                    | Julien Karels (1921-1942)                      |
|            | HIER WOONDE LOUIS KARELS GEB. 1889 VERMOORD 31.8.1942 AUSCHWITZ                                                                                | Zakstraat 6 Kaart (OSM)                      | Louis Karels (1889-1942)                       |
|            | HIER WOONDE MAX KARELS GEB. 1891 VERMOORD 5.11.1942 AUSCHWITZ                                                                                  | Wolfstraat 12 Kaart (OSM)                    | Max Karels (1891-1942)                         |
|            | HIER WOONDE ROBERT LOUIS KARELS GEB. 1922 VERMOORD 20.2.1943 AUSCHWITZ                                                                         | Wolfstraat 12 Kaart (OSM)                    | Robert Louis Karels (1922-1943)                |
|            | HIER WOONDE PAULINE KARELS- HERZ GEB. 1896 VERMOORD 5.11.1942 AUSCHWITZ                                                                        | Wolfstraat 12 Kaart (OSM)                    | Pauline Karels-Herz (1896-1942)                |
|            | HIER WOONDE INGE KAUFMANN GEB. 1928 VERMOORD 24-9-1943 AUSCHWITZ                                                                               | Pater Lemmensstraat 13 Kaart (OSM)           | Inge Kaufmann (1928-1943)                      |
|            | HIER WOONDE JAKOB KAUFMANN GEB. 1892 VERMOORD 24-9-1943 AUSCHWITZ                                                                              | Pater Lemmensstraat 13 Kaart (OSM)           | Jakob Kaufmann (1892-1943)                     |
|            | PAULA KAUFMANN- DANIELS GEB. 1879 VERMOORD 2.7.1943 SOBIBOR                                                                                    | Longinastraat 67 Kaart (OSM)                 | Paula Kaufmann-Daniels (1879-1943)             |
|            | HIER WOONDE PAULA KAUFMANN- STRAUSS GEB. 1898 VERMOORD 24-9-1943 AUSCHWITZ                                                                     | Pater Lemmensstraat 13 Kaart (OSM)           | Paula Kaufmann-Strauss (1898-1943)             |
|            | HIER WOONDE HORST WOLFGANG KOCHMANN GEB. 1912 VERMOORD 31.10.1943 BLECHHAMMER                                                                  | Mergelweg 129 Kaart (OSM)                    | Horst Wolfgang Kochmann (1912-1943)            |
|            | HIER WOONDE KURT EGON KOCHMANN GEB. 1880 OVERLEDEN IN ONDERDUIK ARNHEM 22.4.1944                                                               | Mergelweg 129 Kaart (OSM)                    | Kurt Egon Kochmann (1880-1944)                 |
|            | HIER WOONDE FRIEDA KOCHMANN-GROSS GEB. 1908 VERMOORD 31.8.1942 AUSCHWITZ                                                                       | Mergelweg 129 Kaart (OSM)                    | Frieda Kochmann-Gross (1908-1942)              |
|            | HIER WOONDE LEO KORN GEB. 1912 VERMOORD 31.3.1944 AUSCHWITZ                                                                                    | Kesselskade 54 Kaart (OSM)                   | Leo Korn (1912-1944)                           |
|            | HIER WOONDE MICHAEL AWRUM KORN GEB. 1939 VERMOORD 10.9.1943 AUSCHWITZ                                                                          | Kesselskade 54 Kaart (OSM)                   | Michael Awrum Korn (1939-1943)                 |
|            | HIER WOONDE LAMBERT KRAFT GEB. 1902 VERZETSSTRIJDER VERMOORD 22-6-1942 BERNBURG                                                                | Jonkheer Ruysstraat 89 Kaart (OSM)           | Lambert Kraft (1902-1942)                      |
|            | HIER WOONDE EMMA KORN-LEERAAR GEB. 1904 VERMOORD 10.9.1943 AUSCHWITZ                                                                           | Kesselskade 54 Kaart (OSM)                   | Emma Korn-Leeraar (1904-1943)                  |
|            | HIER WOONDE ERICH LEISER GEB. 1924 VERMOORD 31.3.1944 MIDDEN EUROPA                                                                            | Akerstraat 18 Kaart (OSM)                    | Erich Leiser (1924-1944)                       |
|            | HIER WOONDE HERMANN LEISER GEB. 1893 VERMOORD 31.3.1944 MIDDEN EUROPA                                                                          | Akerstraat 18 Kaart (OSM)                    | Hermann Leiser (1893-1944)                     |
|            | HIER WOONDE ILSE LEISER GEB. 1927 VERMOORD 7.9.1942 AUSCHWITZ                                                                                  | Akerstraat 18 Kaart (OSM)                    | Ilse Leiser (1927-1942)                        |
|            | HIER WOONDE MARTHA LEISER GEB. 1925 VERMOORD 7.9.1942 AUSCHWITZ                                                                                | Akerstraat 18 Kaart (OSM)                    | Martha Leiser (1925-1942)                      |
|            | HIER WOONDE BERTHA LEISER- MEYER GEB. 1898 VERMOORD 7.9.1942 AUSCHWITZ                                                                         | Akerstraat 18 Kaart (OSM)                    | Bertha Leiser-Meyer (1898-1942)                |
|            | HIER WOONDE GITEL KORN- NISSENFELD GEB. 1885 VERMOORD 15.12.1942 AUSCHWITZ                                                                     | Kesselskade 54 Kaart (OSM)                   | Gitel Korn-Nissenfeld (1885-1942)              |
|            | HIER WOONDE IDA KÖRNER GEB. 1922 VERMOORD 19.2.1943 AUSCHWITZ                                                                                  | Lage Kanaaldijk 8 Kaart (OSM)                | Ida Körner (1922-1943)                         |
|            | HIER WOONDE MEIER KREINDLER GEB. 1904 VERMOORD 21.5.1943 SOBIBOR                                                                               | Wilhelminasingel 31 Kaart (OSM)              | Meier Kreindler (1904-1943)                    |
|            | HIER WOONDE STELLA KREINDLER GEB. 1937 VERMOORD 21.5.1943 SOBIBOR                                                                              | Wilhelminasingel 31 Kaart (OSM)              | Stella Kreindler (1937-1943)                   |
|            | HIER WOONDE MALKA KREINDLER- ZIEGENLAUB GEB. 1904 VERMOORD 21.5.1943 SOBIBOR                                                                   | Wilhelminasingel 31 Kaart (OSM)              | Malka Kreindler-Ziegenlaub (1904-1943)         |
|            | HIER WOONDE LINA LANDAU-SALBERG GEB. 1881 GEARRESTEERD MISHANDELD OVERLEDEN 25-5-1943 BRUSSEL                                                  | Sint Pieterstraat 2 Kaart (OSM)              | Lina Landau-Salberg (1881-1943)                |
|            | HIER WOONDE JACOB LEERAAR GEB. 1871 VERMOORD 14.5.1943 SOBIBOR                                                                                 | Kesselskade 54 Kaart (OSM)                   | Jacob Leeraar (1871-1943)                      |
|            | HIER WOONDE LEON LEERAAR GEB. 1874 VERMOORD 14-5-1943 SOBIBOR                                                                                  | Lakenweversplein Kaart (OSM)                 | Leon Leeraar (1874-1943)                       |
|            | HIER WOONDE MARIANNE LEERAAR-SCHAAP GEB. 1880 VERMOORD 14-5-1943 SOBIBOR                                                                       | Lakenweversplein Kaart (OSM)                 | Marianne Leeraar-Schaap (1880-1943)            |
|            | HIER WOONDE ABRAHAM LEVIE GEB. 1887 VERMOORD 22.5.1944 AUSCHWITZ                                                                               | Mergelweg 135 Kaart (OSM)                    | Abraham Levie (1887-1944)                      |
|            | HIER WOONDE ALFRED LEVIN GEB. 1877 OVERLEDEN 4-6-1943 GRONINGEN                                                                                | Papenweg 39a Kaart (OSM)                     | Alfred Levin (1877-1943)                       |
|            | HIER WOONDE REGINA LEVIN-LOEWENSTEIN GEB. 1876 OVERLEDEN 11-6-1943 WESTERBORK                                                                  | Papenweg 39a Kaart (OSM)                     | Regina Levin-Loewenstein (1876-1943)           |
|            | HIER WOONDE BARUCH LIEBERMAN GEB. 1884 VERMOORD 21-5-1943 SOBIBOR                                                                              | Brandenburgerweg 16 Kaart (OSM)              | Baruch Lieberman (1884-1943)                   |
|            | HIER WOONDE ALEXANDER JACOB LIPSCHITS GEB. 1926 VERMOORD 31.7.1943 AUSCHWITZ                                                                   | Mergelweg 135 Kaart (OSM)                    | Alexander Jacob Lipschits (1926-1943)          |
|            | HIER WOONDE MOZES LIPSCHITS GEB. 1901 VERMOORD 31.7.1943 AUSCHWITZ                                                                             | Mergelweg 135 Kaart (OSM)                    | Mozes Lipschits (1901-1943)                    |
|            | HIER WOONDE MARIANNA LIPSCHITS-WALVIS GEB. 1899 VERMOORD 2.8.1943 AUSCHWITZ                                                                    | Mergelweg 135 Kaart (OSM)                    | Marianna Lipschits-Walvis (1899-1943)          |
|            | HIER WOONDE HEIN LOCHTMAN GEB. 1911 VERMOORD 27.2.1945 BERGEN-BELSEN                                                                           | Populierweg 36 Kaart (OSM)                   | Hein Lochtman (1911-1945)                      |
|            | HIER WERD GEARRESTEERD JO LOKERMAN GEB. 1901 VERMOORD 11.2.1945 NEUENGAMME                                                                     | Sint Servaasklooster 37 Kaart (OSM)          | Jo Lokerman (1901-1945)                        |
|            | HIER WOONDE ABRAHAM ALFRED LÖWENSTEIN GEB. 1870 VERMOORD 23.7.1943 SOBIBOR                                                                     | Maastrichter Brugstraat 31 Kaart (OSM)       | Abraham Alfred Löwenstein (1870-1943)          |
|            | HIER WOONDE HANNCHEN LÖWENSTEIN-KATZ GEB. 1870 VERMOORD 23.7.1943 SOBIBOR                                                                      | Maastrichter Brugstraat 31 Kaart (OSM)       | Hannchen Löwenstein-Katz (1870-1943)           |
|            | HIER WOONDE ARMAND MAASSEN GEB. 1920 VERMOORD 10-2-1943 AMERSFOORT                                                                             | Van Hasseltkade 2 Kaart (OSM)                | Armand Maassen (1920-1943)                     |
|            | HIER WOONDE ERNST MAINZER GEB. 1886 VERMOORD 31.8.1942 AUSCHWITZ                                                                               | Cortenstraat 4 Kaart (OSM)                   | Ernst Mainzer (1886-1942)                      |
|            | HIER WOONDE OLGA MARIE MAINZER-SALOMON GEB. 1889 VERMOORD 31.8.1942 AUSCHWITZ                                                                  | Cortenstraat 4 Kaart (OSM)                   | Olga Marie Mainzer-Salomon (1889-1942)         |
|            | HIER WOONDE HENDRIK MEULENSTEEN GEB. 1886 VERMOORD 2.2.1943 NEUENGAMME                                                                         | Fransensingel 65 Kaart (OSM)                 | Hendrik Meulensteen (1886-1943)                |
|            | HIER WOONDE ABRAHAM MOSZKOWICZ GEB. 1902 VERMOORD 15.4.1945 EXTERN KOMMANDO EBENSEE                                                            | Grote Gracht 4 Kaart (OSM)                   | Abraham Moszkowicz (1902-1945)                 |
|            | HIER WOONDE HELGA MOSZKOWICZ GEB. 1930 VERMOORD 24.9.1942 AUSCHWITZ                                                                            | Grote Gracht 4 Kaart (OSM)                   | Helga Moszkowicz (1930-1942)                   |
|            | HIER WOONDE JOOP MOSZKOWICZ GEB. 1940 VERMOORD 24.9.1942 AUSCHWITZ                                                                             | Grote Gracht 4 Kaart (OSM)                   | Joop Moszkowicz (1940-1942)                    |
|            | HIER WOONDE FEIGA MOSZKOWICZ- RAAB GEB. 1902 VERMOORD 24.9.1942 AUSCHWITZ                                                                      | Grote Gracht 4 Kaart (OSM)                   | Feiga Moszkowicz-Raab (1902-1942)              |
|            | HIER WOONDE SOPHIA CLARA MUIJSSON-GAZAN GEB. 1905 VERMOORD 31.10.1942 AUSCHWITZ                                                                | Lyonnetstraat 3 Kaart (OSM)                  | Sophia Clara Muijsson-Gazan (1905-1942)        |
|            | HIER WOONDE ISAAC NEUBURGER GEB. 1896 VERMOORD 18.8.1942 AUSCHWITZ                                                                             | Achter Het Vleeshuis 35 Kaart (OSM)          | Isaac Neuburger (1896-1942)                    |
|            | HIER WOONDE GRETCHEN NISSENFELD GEB. 1908 VERMOORD 19.2.1943 AUSCHWITZ                                                                         | Aylvalaan 20 Kaart (OSM)                     | Gretchen Nissenfeld (1908-1943)                |
|            | HIER WOONDE MARKUS NUSSBAUM GEB. 1869 VERMOORD 23.7.1943 SOBIBOR                                                                               | Tongerseplein 19a Kaart (OSM)                | Markus Nussbaum (1869-1943)                    |
|            | HIER WOONDE HANCHEN NUSSBAUM- GOLDSCHMIDT GEB. 1873 VERMOORD 23.7.1943 SOBIBOR                                                                 | Tongerseplein 19a Kaart (OSM)                | Hanchen Nussbaum-Goldschmidt (1873-1943)       |
|            | HIER WOONDE MARIA OS GEB. 1925 VERMOORD 31.8.1942 AUSCHWITZ                                                                                    | Kleine Stokstraat 1 Kaart (OSM)              | Maria Os (1925-1942)                           |
|            | HIER WOONDE SIMON OS GEB. 1919 VERMOORD 30.4.1943 MIDDEN-EUROPA                                                                                | Kleine Stokstraat 1 Kaart (OSM)              | Simon Os (1919-1943)                           |
|            | HIER WOONDE JOHANNA OS-ANDRÉ GEB. 1885 VERMOORD 31.8.1942 AUSCHWITZ                                                                            | Kleine Stokstraat 1 Kaart (OSM)              | Johanna Os-André (1885-1942)                   |
|            | HIER WOONDE DAVID PACH GEB. 1925 VERMOORD 30.9.1942 AUSCHWITZ                                                                                  | Lyonnetstraat 9 Kaart (OSM)                  | David Pach (1925-1942)                         |
|            | HIER WOONDE WOLF PACH GEB. 1900 VERMOORD 15.1.1943 AUSCHWITZ                                                                                   | Lyonnetstraat 9 Kaart (OSM)                  | Wolf Pach (1900-1943)                          |
|            | HIER WOONDE MATHILDA PACH- VAN BEEM GEB. 1893 VERMOORD 15.10.1942 AUSCHWITZ                                                                    | Lyonnetstraat 9 Kaart (OSM)                  | Mathilda Pach-van Beem (1893-1942)             |
|            | HIER WOONDE ELIAS POLAK GEB. 1899 VERMOORD 23.11.1942 MAUTHAUSEN                                                                               | Platielstraat 14 Kaart (OSM)                 | Elias Polak (1899-1942)                        |
|            | HIER WOONDE MARIA AGNES POMMEE GEB. 1939 VERMOORD 2.8.1944 AUSCHWITZ                                                                           | Gronsvelderweg 81 Kaart (OSM)                | Maria Agnes Pommee (1939-1944)                 |
|            | HIER WOONDE SERVATIUS RITZEN GEB. 1886 VERMOORD 14.9.1944 MAASTRICHT                                                                           | Achter De Comedie 2 Kaart (OSM)              | Servatius Ritzen (1886-1944)                   |
|            | HIER WOONDE EUGÈNE ROOMBERG GEB. 1905 VERZETSSTRIJDER GEARRESTEERD 1940 GEVANGEN 21.1.1941 ORANJEHOTEL SCHEVENINGEN                            | Orleansplein 16a Kaart (OSM)                 | Eugène Roomberg (1905-1947)                    |
|            | HIER WOONDE VALLIJ ROSENBUND GEB. 1904 GEVLUCHT 1938 UIT BERLIJN VERMOORD 21-5-1943 SOBIBOR                                                    | Statensingel 193 Kaart (OSM)                 | Vallij Rosenbund (1871-1943)                   |
|            | HIER WOONDE PAULA ROSENBUND-TAUSK GEB. 1871 GEVLUCHT 1936 UIT BERLIJN VERMOORD 26-6-1943 WESTERBORK                                            | Statensingel 193 Kaart (OSM)                 | Paula Rosenbund-Tausk (1871-1943)              |
|            | HIER WOONDE MENACHEM FEIBISCH ROSENFELD GEB. 1864 GEÏNTERNEERD 9-4-1943 VUGHT GEDEPORTEERD 18-5-1943 UIT WESTERBORK VERMOORD 21-5-1943 SOBIBOR | Statensingel 193 Kaart (OSM)                 | Menachem Feibisch Rosenfeld (1864-1943)        |
|            | HIER WOONDE LÉONARD SALOMON GEB. 1903 VERMOORD 7.5.1943 SOBIBOR                                                                                | Stenenbrug 5 Kaart (OSM)                     | Léonard Salomon (1903-1943)                    |
|            | HIER WOONDE ISIDORE SCHAAP GEB. 1894 VERMOORD 8.4.1944 AUSCHWITZ                                                                               | Grote Staat 19 Kaart (OSM)                   | Isidore Schaap (1894-1944)                     |
|            | HIER WOONDE FREDERIKA ROZA SCHAAP-KAMERLING GEB. 1894 VERMOORD 28.1.1944 AUSCHWITZ                                                             | Grote Staat 19 Kaart (OSM)                   | Frederika Roza Schaap-Kamerling (1894-1944)    |
|            | HIER WOONDE LEO RUYTERS GEB. 1892 VERZETSSTRIJDER GEFUSILLEERD 2-5-1943 WELL                                                                   | Secretaris Wijnandsstraat 1 Kaart (OSM)      | Leo Ruyters (1892-1943)                        |
|            | HIER WOONDE LOUIS SALOMON GEB. 1899 VERMOORD 2.7.1942 KAMP AMERSFOORT                                                                          | Alexander Battalaan 74 Kaart (OSM)           | Louis Salomon (1899-1942)                      |
|            | HIER WOONDE EMMA SCHACHMANN- BETTMANN GEB. 1878 VERMOORD 14-5-1943 SOBIBOR                                                                     | Statensingel 154b Kaart (OSM)                | Emma Schachmann-Bettmann (1878-1943)           |
|            | HIER WOONDE DAVID SCHMIDT GEB. 1933 VERMOORD 21.5.1943 SOBIBOR                                                                                 | Capucijnenstraat 96 Kaart (OSM)              | David Schmidt (1933-1943)                      |
|            | HIER WOONDE EMIL SCHMIDT GEB. 1924 VERMOORD 30.11.1943 AUSCHWITZ                                                                               | Capucijnenstraat 96 Kaart (OSM)              | Emil Schmidt (1924-1943)                       |
|            | HIER WOONDE ERNA SCHMIDT GEB. 1928 VERMOORD 21.5.1943 SOBIBOR                                                                                  | Capucijnenstraat 96 Kaart (OSM)              | Erna Schmidt (1928-1943)                       |
|            | HIER WOONDE MAKS SCHMIDT GEB. 1923 VERMOORD 30.4.1943 AUSCHWITZ                                                                                | Capucijnenstraat 96 Kaart (OSM)              | Maks Schmidt (1923-1943)                       |
|            | HIER WOONDE SALOMON SCHMIDT GEB. 1892 VERMOORD 21.5.1943 SOBIBOR                                                                               | Capucijnenstraat 96 Kaart (OSM)              | Salomon Schmidt (1892-1943)                    |
|            | HIER WOONDE WITA SCHMIDT GEB. 1926 VERMOORD 21.5.1943 SOBIBOR                                                                                  | Capucijnenstraat 96 Kaart (OSM)              | Wita Schmidt (1926-1943)                       |
|            | HIER WOONDE PINIE GITEL SCHMIDT-SCHNITZER GEB. 1902 VERMOORD 21.5.1943 SOBIBOR                                                                 | Capucijnenstraat 96 Kaart (OSM)              | Pinie Gitel Schmidt-Schnitzer (1902-1943)      |
|            | HIER WOONDE HÉLÈNE SCHOENMAECKERS GEB. 1894 BEZWEKEN 11.7.1945 SANKT GALLEN                                                                    | Bergerstraat 2-4 Kaart (OSM)                 | Hélène Schoenmaeckers (1894-1945)              |
|            | HIER WOONDE PAUL SCHOENMAECKERS GEB. 1886 VERMOORD 21.4.1945 OBERNITZ                                                                          | Bergerstraat 2-4 Kaart (OSM)                 | Paul Schoenmaeckers (1886-1945)                |
|            | HIER WOONDE AB SCHOLS GEB. 1916 VERMOORD 25.10.1944 EFFELD                                                                                     | Boschstraat 60 Kaart (OSM)                   | Ab Schols (1916-1944)                          |
|            | HIER WOONDE DAVID SILBER GEB. 1890 VERMOORD 31-8-1942 AUSCHWITZ                                                                                | Glacisweg 2b Kaart (OSM)                     | David Silber (1890-1942)                       |
|            | HIER WOONDE SELMAN SILBER GEB. 1921 VERMOORD 28-2-1943 AUSCHWITZ                                                                               | Glacisweg 2b Kaart (OSM)                     | Selman Silber (1921-1943)                      |
|            | HIER WOONDE WOLF SILBER GEB. 1926 VERMOORD 28-2-1943 AUSCHWITZ                                                                                 | Glacisweg 2b Kaart (OSM)                     | Wolf Silber (1926-1943)                        |
|            | HIER WOONDE RYFKA DWOJRE SILBER-ÖHLBAUM GEB. 1890 VERMOORD 23-11-1942 AUSCHWITZ                                                                | Glacisweg 2b Kaart (OSM)                     | Ryfka Dwojre Silber-Öhlbaum (1890-1942)        |
|            | HIER WOONDE ARNOLD SILBERMANN GEB. 1901 VERMOORD 27.3.1945 EXTERN KOMMANDO LANGENBIELAU                                                        | Papenweg 1 Kaart (OSM)                       | Arnold Silbermann (1901-1945)                  |
|            | HIER WOONDE BENOIT SIMONIS GEB. 1892 VERMOORD 10.10.1944 GÜTERSLOH                                                                             | Sint Pieterstraat 42 Kaart (OSM)             | Benoit Simonis (1892-1944)                     |
|            | HIER WERD GEARRESTEERD JAN WILLEM-SJENG- SLANGEN GEB. 1922 VERMOORD 22.3.1945 BERGEN-BELSEN                                                    | Populierweg 36 Kaart (OSM)                   | Jan Willem Slangen (1922-1945)                 |
|            | HIER WOONDE GERHARD LODEWIJK ROBERTUS SOESMAN GEB. 1922 VERMOORD 21.1.1945 AUSCHWITZ                                                           | Koestraat 12 Kaart (OSM)                     | Gerhard Lodewijk Robertus Soesman (1922-1945)  |
|            | HIER WOONDE KAREL SOESMAN GEB. 1881 VERMOORD 17.9.1943 AUSCHWITZ                                                                               | Sint Hubertuslaan 49 Kaart (OSM)             | Karel Soesman (1881-1943)                      |
|            | HIER WOONDE ANNA SOESMAN-POOL GEB. 1878 VERMOORD 17.9.1943 AUSCHWITZ                                                                           | Sint Hubertuslaan 49 Kaart (OSM)             | Anna Soesman-Pool (1878-1943)                  |
|            | HIER WOONDE MIRL SPIELMANN GEB. 1911 VERMOORD 31.8.1942 AUSCHWITZ                                                                              | Notgerusweg 16 Kaart (OSM)                   | Mirl Spielmann (1911-1942)                     |
|            | HIER WOONDE ISAÄC VAN SPIER GEB. 1925 VERMOORD 31.12.1942 SPYTKOWICE                                                                           | Maastrichter Heidenstraat 3 Kaart (OSM)      | Isaäc van Spier (1925-1942)                    |
|            | HIER WOONDE MEIJER VAN SPIER GEB. 1903 VERMOORD 7.12.1942 SPYTKOWICE                                                                           | Maastrichter Heidenstraat 3 Kaart (OSM)      | Meijer van Spier (1903-1942)                   |
|            | HIER WOONDE ISAAK STERNVELD GEB. 1861 VERMOORD 14.5.1943 SOBIBOR                                                                               | Kapoenstraat 8 Kaart (OSM)                   | Isaak Sternveld (1861-1943)                    |
|            | HIER WOONDE META SÜSKIND GEB. 1888 VERMOORD 3.8.1943 AUSCHWITZ                                                                                 | Prins Bisschopsingel 25 Kaart (OSM)          | Meta Süskind (1888-1943)                       |
|            | HIER WOONDE ERICH TOBIAS GEB. 1898 OVERLEDEN 27-5-1945 GROSS-ROSEN                                                                             | Statensingel 154b Kaart (OSM)                | Erich Tobias (1898-1945)                       |
|            | HIER WOONDE GIEL UMMELS GEB. 1908 VERMOORD 2.12.1944 SACHSENHAUSEN                                                                             | Wolfstraat 6 Kaart (OSM)                     | Giel Ummels (1908-1944)                        |
|            | HIER WOONDE MATHIEU UMMELS GEB. 1907 VERMOORD 6.5.1945 NEUENGAMME                                                                              | Nieuwstraat 17 Kaart (OSM)                   | Mathieu Ummels (1907-1945)                     |
|            | HIER WOONDE DOUWE VERHAGEN GEB. 1917 VERMOORD 18.1.1943 NEUENGAMME                                                                             | Schildersplein 13 Kaart (OSM)                | Douwe Verhagen (1917-1943)                     |
|            | HIER WOONDE ABRAHAM VREDENBURG GEB. 1872 VERMOORD 14-5-1942 SOBIBOR                                                                            | Pater Lemmensstraat 1a Kaart (OSM)           | Abraham Vredenburg (1872-1943)                 |
|            | HIER WOONDE SAARTJE VREDENBURG-POLAK GEB. 1885 VERMOORD 14-5-1942 SOBIBOR                                                                      | Pater Lemmensstraat 1a Kaart (OSM)           | Saartje Vredenburg-Polak (1885-1943)           |
|            | HIER WOONDE BEP SONJA DE VRIES GEB. 1924 VERMOORD 31.7.1943 AUSCHWITZ                                                                          | Koningsplein 20b Kaart (OSM)                 | Bep Sonja de Vries (1924-1943)                 |
|            | HIER WOONDE ISIDORE DE VRIES GEB. 1896 VERMOORD 31.7.1943 AUSCHWITZ                                                                            | Koningsplein 20b Kaart (OSM)                 | Isidore de Vries (1896-1943)                   |
|            | HIER WOONDE JAAP DE VRIES GEB. 1927 VERMOORD 31.8.1942 AUSCHWITZ                                                                               | Grote Staat 63 Kaart (OSM)                   | Jaap de Vries (1927-1942)                      |
|            | HIER WOONDE MARCELLE ANTOINETTE DEVRIES GEB. 1906 VERMOORD 31.8.1942 AUSCHWITZ                                                                 | Bosscherweg 185 Kaart (OSM)                  | Marcelle Antoinette de Vries (1906-1942)       |
|            | HIER WOONDE NATHAN DE VRIES GEB. 1889 VERMOORD 31.8.1942 AUSCHWITZ                                                                             | Grote Staat 63 Kaart (OSM)                   | Nathan de Vries (1889-1942)                    |
|            | HIER WOONDE SIMON DE VRIES GEB. 1864 VERMOORD 21-5-1943 SOBIBOR                                                                                | Scharnerweg 123 Kaart (OSM)                  | Simon de Vries (1864-1942)                     |
|            | HIER WOONDE MIETJE DE VRIES- FORTUIN GEB. 1898 VERMOORD 31.7.1943 AUSCHWITZ                                                                    | Koningsplein 20b Kaart (OSM)                 | Mietje de Vries-Fortuin (1898-1943)            |
|            | HIER WOONDE LEA DE VRIES- HEMELRIJK GEB. 1893 VERMOORD 31.8.1942 AUSCHWITZ                                                                     | Grote Staat 63 Kaart (OSM)                   | Lea de Vries-Hemelrijk (1893-1942)             |
|            | HIER WOONDE BERNHARD WAJNKOWSKI GEB. 1902 VERMOORD 3.9.1943 AUSCHWITZ                                                                          | Kleine Stokstraat 1 Kaart (OSM)              | Bernhard Wajnkowski (1902-1943)                |
|            | HIER WOONDE HARALD WAJNKOWSKI GEB. 1930 VERMOORD 3.9.1943 AUSCHWITZ                                                                            | Kleine Stokstraat 1 Kaart (OSM)              | Harald Wajnkowski (1930-1943)                  |
|            | HIER WOONDE IZA WAJNKOWSKI GEB. 1938 VERMOORD 3.9.1943 AUSCHWITZ                                                                               | Kleine Stokstraat 1 Kaart (OSM)              | Iza Wajnkowski (1938-1943)                     |
|            | HIER WOONDE SURA FRAJDA WAJNKOWSKI- PIOTRKOWSKI GEB. 1908 VERMOORD 3.9.1943 AUSCHWITZ                                                          | Kleine Stokstraat 1 Kaart (OSM)              | Sura Frajda Wajnkowski-Piotrkowksi (1908-1943) |
|            | HIER WOONDE ALFRED WALTHAUSEN GEB. 1895 VERMOORD 25.1.1943 AUSCHWITZ                                                                           | Bassin 17 Kaart (OSM)                        | Alfred Walthausen (1895-1943)                  |
|            | HIER WOONDE ROSA WALTHAUSEN- HELLENDALL GEB. 1871 VERMOORD 14.5.1943 SOBIBOR                                                                   | Bassin 17 Kaart (OSM)                        | Rosa Walthausen-Hellendall (1871-1943)         |
|            | HIER WOONDE HENRI WESLY GEB. 1869 VERMOORD 6-11-1942 AUSCHWITZ                                                                                 | Wycker Smedenstraat 11 Kaart (OSM)           | Henri Wesly (1869-1942)                        |
|            | HIER WOONDE EMELIE WESLY-HELLENDALL GEB. 1875 VERMOORD 16-7-1943 SOBIBOR                                                                       | Wycker Smedenstraat 11 Kaart (OSM)           | Emelie Wesly-Hellendall (1875-1943)            |
|            | HIER WOONDE MAURICE WIJNGAARD GEB. 1873 VERMOORD 5-3-1943 SOBIBOR                                                                              | Lakenweversplein Kaart (OSM)                 | Maurice Wijngaard (1873-1943)                  |
|            | HIER WOONDE MICHIEL WIJNGAARD GEB. 1889 VERMOORD 31-8-1942 AUSCHWITZ                                                                           | Lakenweversplein Kaart (OSM)                 | Michiel Wijngaard (1889-1942)                  |
|            | HIER WOONDE LILLIE WIJNGAARD- SÜSKIND GEB. 1888 VERMOORD 3.8.1943 AUSCHWITZ                                                                    | Prins Bisschopsingel 25 Kaart (OSM)          | Lilli Wijngaard-Süskind (1888-1943)            |
|            | HIER WOONDE BERTHA WIJNHAUSEN GEB. 1870 VERMOORD 21-5-1943 SOBIBOR                                                                             | Wethouder van Caldenborghlaan 35 Kaart (OSM) | Bertha Wijnhausen (1870-1943)                  |
|            | HIER WOONDE JULIUS WIJNHAUSEN GEB. 1873 VERMOORD 14-5-1943 SOBIBOR                                                                             | Wethouder van Caldenborghlaan 35 Kaart (OSM) | Julius Wijnhausen (1873-1943)                  |
|            | HIER WOONDE SELMA WIJNHAUSEN- GOTTSCHALK GEB. 1885 VERMOORD 14-5-1943 SOBIBOR                                                                  | Wethouder van Caldenborghlaan 35 Kaart (OSM) | Selma Wijnhausen-Gottschalk (1885-1943)        |
|            | HIER WOONDE CLARA WILLEMS-HEIJMANS GEB. 1877 VERMOORD 21.5.1943 SOBIBOR                                                                        | Henri Goovaertsweg 3 Kaart (OSM)             | Clara Willems-Heijmans (1877-1943)             |
|            | HIER WOONDE MOZES DE WINTER GEB. 1888 VERMOORD 31.8.1942 AUSCHWITZ                                                                             | Dominikanerkerkstraat 3 Kaart (OSM)          | Mozes de Winter (1888-1942)                    |
|            | HIER WOONDE EGBERT WOLF GEB. 1917 VERMOORD 4.12.1942 NEUENGAMME                                                                                | Schildersplein 13 Kaart (OSM)                | Egbert Wolf (1917-1942)                        |
|            | HIER WOONDE ALBERT ZANDER GEB. 1896 VERMOORD 30.4.1943 MIDDEN EUROPA                                                                           | Papenweg 50 Kaart (OSM)                      | Albert Zander (1896-1943)                      |
|            | HIER WOONDE ELSE ZANDER- SAMUEL GEB. 1898 VERMOORD 31.8.1942 AUSCHWITZ                                                                         | Papenweg 50 Kaart (OSM)                      | Else Zander-Samuel (1898-1942)                 |
|            | HIER WOONDE HENDRIKUS ZWAANS GEB. 1898 VERMOORD 27.7.1942 DACHAU                                                                               | Tongersestraat 53 Kaart (OSM)                | Hendrikus Zwaans (1898-1942)                   |

## Data van plaatsingen
- 22 juni 2012:[377] tweeentwintig Stolpersteine op Achter het Vleeshuis 2, Bosscherweg 185, Brusselsestraat 43 en 53a, Dominikanerkerkstraat 3, Hertogsingel 62a, Koestraat 12, Sint Nicolaasstraat 10b, Tongerseplein 19a, Zakstraat 6
- 21 oktober 2013: vierendertig Stolpersteine op Achter de Comedie 2, Bosscherweg 185, Cannerweg 124a, Grote Straat 19 en 63, Kesselkade 54, Kleine Stokstraat 1, Lenculenstraat 9, Maastrichterbrugstraat 31, Mergelweg 135, Observantenweg 13, Platielstraat 14, Populierweg 36, Sint Servaasklooster 37, Statensingel 84, Wolfstraat 6
- 22 oktober 2013: zestien Stolpersteine op Ambyerstraat Zuid 71, Franciscus Romanusweg 43b, Gronsvelderweg 81, Koning Clovisstraat 16a en 49, Rechtstraat 35, Scharnerweg 57, Stationsstraat 31, Jonkheer Ruysstraat 89, Wyckerbrugstraat 51 en 56
- 4 mei 2015: zevenentwintig Stolpersteine op Achter het Vleeshuis 38, Ambyerstraat Zuid 5 en 36 en 56 en 58 en 71, Grote Gracht 4, Longinastraat 67 (verlegd op 14 september 2017), Nieuwstraat 17, Wilhelminasingel 88, Wolfstraat 12
- 13 april 2016: vierentwintig Stolpersteine op Alexander Battalaan 2b en 74, Ambyerstraat Zuid 34, Capucijnenstraat 96, Grote Gracht 36 en 43
- 14 september 2017: drie Stolpersteine op Aylvalaan 20, Cortenstraat 4, Kapoenstraat 8, Lyonnetstraat 1, Mergelweg 129, Notgerusweg 16, Papenweg 1 en 4d en 50, Sint Pieterskade 15
- 20 juni 2019: vijftien Stolpersteine op Bassin 6, Boschstraat 60, Frankenstraat 55 en 200, Fransensingel 65, Heggenstraat 3, Lochterstraat 12, Orleansplein 16a, Prins Bisschopsingel 25, Schildersplein 13, Vissersmaas 4
- 28 juni 2019: eenentwintig Stolpersteine op Ambyerstraat Zuid 38 en 63 en 68, Bergerstraat 2-4 en 47, Bredestraat 37, Dorpstraat 22 en 145, Maastrichter Heidenstraat 3, Wethouder van Caldenborghlaan 74
- 17 november 2021: zesentwintig Stolpersteine op Bassin 160a, 166d, Bonnefantenstraat 2, Duitsepoort 32, Heerderweg 41 en 47b, Heugemerweg 7 en 8, Frankenstraat 195, Glacisweg 58a, Kersenmarkt, Lakenweversplein, Lyonnetstraat 5, Tongersestraat 53, Wethouder van Caldenborglaan 72
- 25 augustus 2022: negentien Stolpersteine op Akersteenweg 5, Jonkheer Ruysstraat 8, Koning Clovisstraat 16a en 57b en 60b, Secretaris Wijnandsstraat 40, Wethouder van Caldenborghlaan 35, Wilhelminasingel 88
- 18 april 2023: tweeëntwintig Stolpersteine op Brandenburgerweg 16, Gerechtigheidslaan 4, Lakenweversplein, Mockstraat 44, Papenweg 39a, Secretaris Waberstraat 1, Statensingel 154b en 193
- 8 mei 2024: twintig Stolpersteine op Ambyerstraat Zuid 32, Glacisweg 2b, Lakenweversplein (een toegevoegd), Pater Lemmensstraat 1a en 13, Rechtstraat 60, Scharnerweg 123, Sint Pieterstraat 2, Van Hasseltkade 2, Wycker Smedenstraat 11